# Чха Нам Хун
Чха Нам Хун (кор. 차남훈; род. 16 ноября 1970, Чолла-Намдо, Южная Корея) — южнокорейский боксёр-профессионал, выступающий в лёгкой (Light Flyweight) весовой категории. Один из оппонентов экс-чемпиона мира по версии Всемирного боксерского совета (ВБС, WBC) россиянина Юрия Арбачакова.